# 福岡市中央卸売市場
福岡市中央卸売市場（ふくおかしちゅうおうおろしうりしじょう）は、福岡県福岡市が開設し、管理運営にあたる中央卸売市場。
2016年に3つに分かれていた青果市場が移転して新青果市場（愛称：「ベジフルスタジアム」）に統合集約されたことから、現在は鮮魚市場、食肉市場を併せた3場で運営されている。

## 沿革
（福岡市中央卸売市場より）
- 1938年（昭和13年） - 最初の市営青果市場が業務を開始。
- この間戦時体制下で統制経済となり、市営青果市場が解散。
- 1950年（昭和25年） - 福岡市が大都市計画を策定し、中央卸売市場設置計画の推進が行われる。
- 1953年（昭和28年）8月 - 福岡市中央卸売市場開設委員会設置。
  - 同年10月 - 市議会において正式に中央卸売市場設置が決議される。
- 1954年（昭和29年）3月 - 福岡市中央卸売市場（長浜三丁目）起工。
- 1955年（昭和30年）2月 - 福岡市中央卸売市場業務条例を制定。農林大臣から開設認可。
  - 同年6月 - 福岡市中央卸売市場が開場。福岡県魚市場株式会社と福岡中央魚市場株式会社を卸会社として鮮魚部の営業開始。
- 1956年（昭和31年）3月 - 青果部建設案が市議会可決。
  - 同年4月 - 福岡市中央卸売市場整備拡張委員会を設置。
- 1957年（昭和32年）1月  - 青果部起工（長浜三丁目）。
  - 同年10月 - 食肉市場起工。
- 1958年（昭和33年）11月 - 食肉市場設置認可（東区箱崎七丁目）。
- 1959年（昭和34年）9月 - 食肉市場開場。福岡食肉市場株式会社を卸会社として営業開始。
- 1960年（昭和35年）3月 - 青果部が長浜本場及び雑餉隈、姪浜、香椎、千代、高宮の5分場で開場、福岡大同青果株式会社を卸会社として業務開始。
- 1963年（昭和38年）2月 - 福岡県魚市場株式会社から福岡支店の営業を分離して福岡魚市場株式会社が独立。同年4月鮮魚部卸売人としての認可を継承[2]。
- 1965年（昭和40年）9月 - 運営委員会で青果部の大型市場新規建設及び移設が了承される。
- 1966年（昭和41年）6月 - 青果市場が起工（博多区那珂）。
- 1968年（昭和43年）9月 - 青果部が移転して青果市場（博多区那珂）が営業開始。 高宮、雑餉隈両市場廃止。
- 1972年（昭和47年）1月 - 新卸売市場法に準拠する形で福岡市中央卸売市場業務条例を再制定。
- 1974年（昭和49年）6月 - 西部市場が開場。姪浜市場廃止。
- 1982年（昭和57年）7月 - 東部市場が業務開始。千代・香椎市場廃止。
- 1986年（昭和61年）4月 - 福岡市花き流通検討委員会が設置。
- 1990年（平成2年）5月 - 鮮魚市場再整備推進委員会設置。
- 1991年（平成3年）4月 - 第5次中央卸売市場整備計画で鮮魚市場再整備事業が採択。
- 1992年（平成4年）8月 - 鮮魚市場再整備委員会設置。
- 1994年（平成6年）3月 - 鮮魚市場再整備基本設計策定。食肉市場再整備基本構想策定。
- 1995年（平成7年）9月 - 鮮魚市場再整備第1期工事着手。
- 1996年（平成8年）3月 - 第6次中央卸売市場整備計画で食肉市場移転新設事業が採択。
- 1998年（平成10年）9月 - 新食肉市場（仮称：臨海市場）建設着工。
- 2000年（平成12年）2月 - 鮮魚市場再整備第2期工事着手。
  - 同年3月 - 青果市場福岡青果物流センター完成。
  - 同年3月 - 食肉市場廃止。4月臨海市場開場（東区東浜二丁目）。
- 2005年（平成17年）5月 - 福岡市中央卸売市場業務条例及び同施行規則の一部改正。
- 2007年（平成19年）3月 - 鮮魚市場再整備事業完了。
  - 同年5月 - 臨海市場から食肉市場へ名称変更。
- 2009年（平成21年）6月 - 福岡食肉流通センター供用開始。
- 2012年（平成24年）3月 - 新青果市場新築工事基本設計策定。
- 2014年（平成26年）1月 - 新青果市場新築工事着工（東区みなと香椎）。
- 2015年（平成27年）10月 - 新青果市場新築工事竣工。
- 2016年（平成28年）2月 - 東部市場、西部市場廃止。新青果市場移転開場・業務開始。敷地面積約15万m2、延床面積約9万3千m2[3]。
- 2020年（令和2年）2月 - 青果市場が日本農林規格のJAS0011第一号を取得[4]。同規格は青果市場の低温管理について定めた規格で、同市場が2019年に具申して働きかけたことで制定された[5][6]。

## 市場

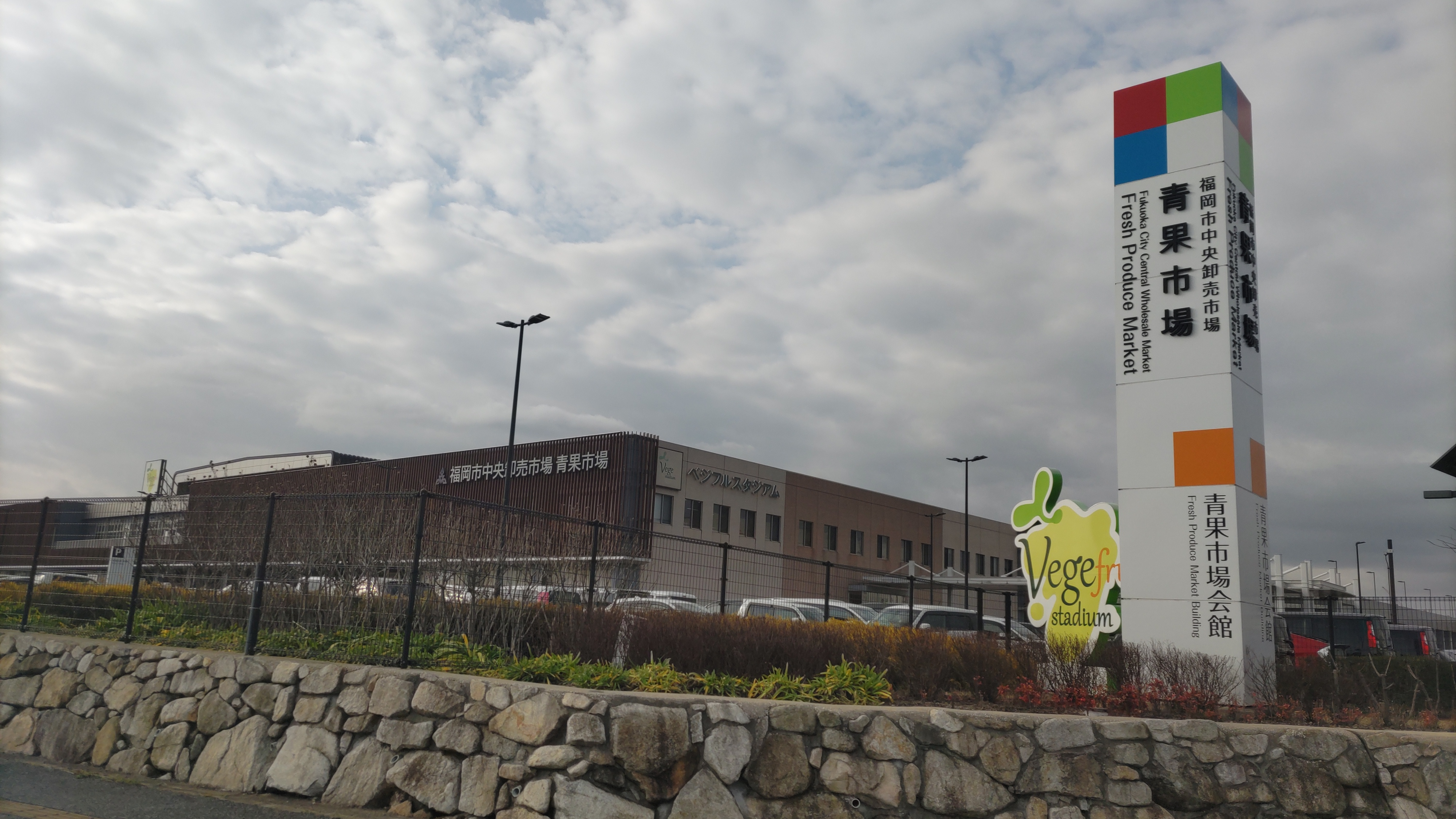
青果市場看板と建物

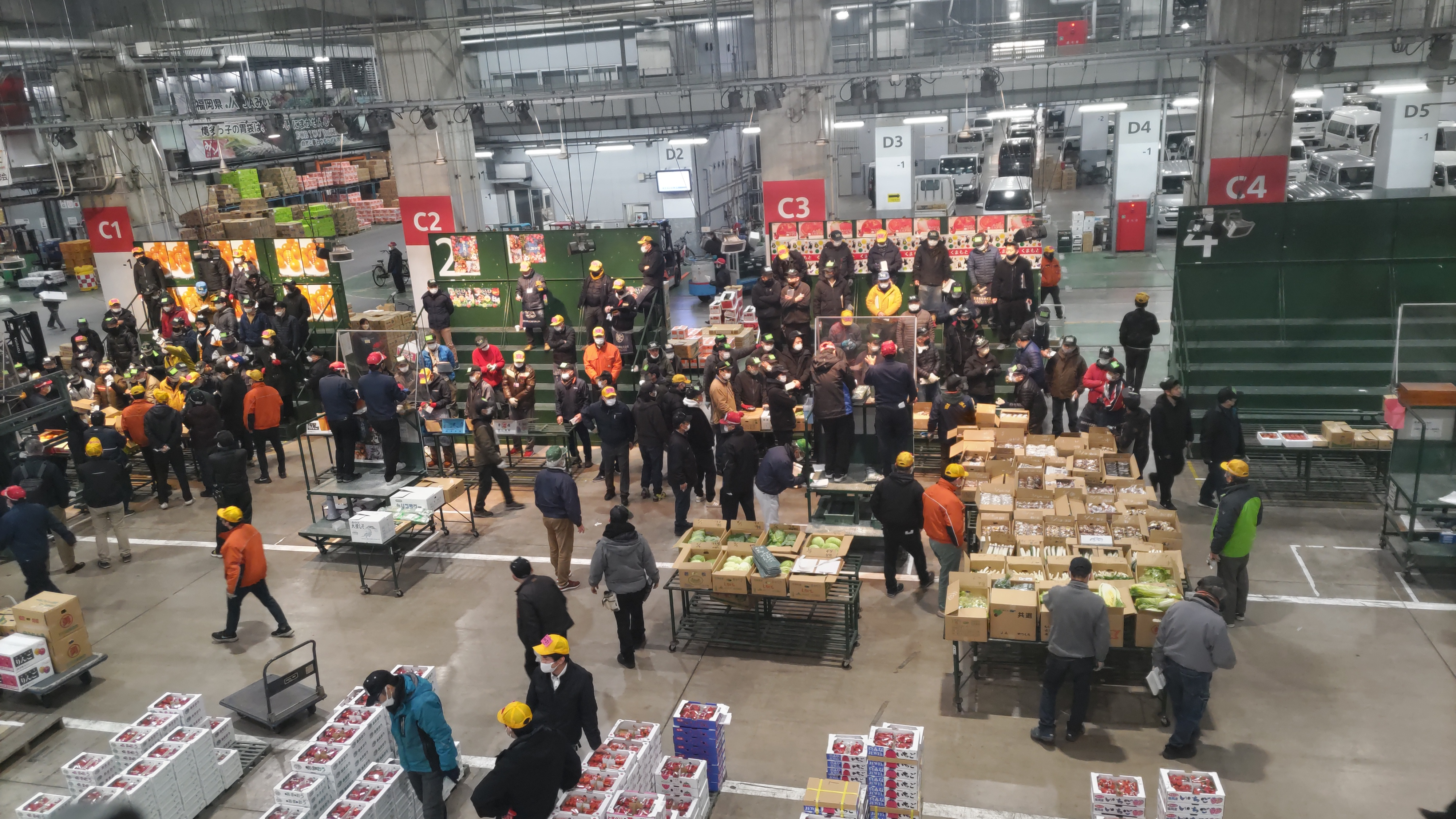
青果市場のセリの様子

| 市場名                          | 開場年月日                 | 取扱品目 | 所在地                 | 敷地面積  | 卸売場面積 | 仲卸売場面積 | 冷蔵庫面積 | 関連事業所面積 |
| ------------------------------- | -------------------------- | -------- | ---------------------- | --------- | ---------- | ------------ | ---------- | -------------- |
| 鮮魚市場                        | 1955年（昭和30年） 6月21日 | 水産物   | 中央区長浜3丁目11-3    | 120,400㎡ | 27,472㎡   | 5,413㎡      | 12,294㎡   | 4,823㎡        |
| 青果市場 ＜ベジフルスタジアム＞ | 2016年（平成28年） 2月12日 | 青果     | 東区みなと香椎3丁目1-1 | 149,692㎡ | 11,795㎡   | 10,046㎡     | 13,074㎡   | 2,758㎡        |
| 食肉市場                        | 2000年（平成12年） 4月1日  | 食肉     | 東区東浜2丁目85番14    | 47,000㎡  | 1,134㎡    |              | 3,054㎡    |                |

### かつて存在した市場
| 市場名     | 開場年月日                  | 閉場年月日                  | 取扱品目 | 所在地     | 敷地面積 | 卸売場面積 | 仲卸売場面積 | 冷蔵庫面積 | 関連事業所面積 | 主な跡地利用施設   |
| ---------- | --------------------------- | --------------------------- | -------- | ---------- | -------- | ---------- | ------------ | ---------- | -------------- | ------------------ |
| 旧青果市場 | 1968年 （昭和43年） 9月3日  | 2016年 （平成28年） 2月11日 | 青果     | 博多区那珂 | 90,720㎡ | 11,352㎡   | 6,086㎡      | 5,882㎡    | 3,549㎡        | ららぽーと福岡     |
| 西部市場   | 1974年 （昭和49年） 6月20日 | 2016年 （平成28年） 2月11日 | 青果     | 西区石丸   | 32,318㎡ | 4,044㎡    | 581㎡        | 722㎡      | 931㎡          | 白十字会白十字病院 |
| 東部市場   | 1982年 （昭和57年） 7月21日 | 2016年 （平成28年） 2月11日 | 青果     | 東区下原   | 23,321㎡ | 2,430㎡    | 478㎡        | 711㎡      | 664㎡          | ブランチ福岡下原   |

## 旧青果3市場の跡地利用
2016年（平成28年）に青果市場・東部市場・西部市場が前述のみなと香椎（アイランドシティ）の新用地に統合集約して移転・開業することによって、旧3市場各跡地の広大な敷地が残されることとなった。福岡市ではこれらの土地を売却することで新市場用地確保の財源とすることを目指すこととなったが、市のまちづくりに寄与する土地利用の誘導や周辺環境への配慮等を考慮する必要があるため、土地価格だけでなく提案内容も評価の対象とする総合評価プロポーザル方式による公募を行うこととした。とりわけ博多区那珂の旧青果市場については8ヘクタールを超す広大な敷地を有し、福岡空港や博多駅とも近接した立地であることから「地域や福岡市の魅力あるまちづくりに寄与する跡地活用が期待される一方、跡地活用に際しては交通や周辺環境等に対する配慮も重要」であるとし、2015年（平成27年）10月に那珂・弥生・宮竹各校区自治協議会及び五十川農事組合により、「青果市場跡地まちづくり協議会」を設立し、地元としての意見をとりまとめる場とした。さらに2016年（平成28年）8月より「青果市場跡地まちづくり構想委員会」を設置し、学識経験者らや地元市民代表らを含む意見募集の場として以降4回にわたり委員会を開催。2017年（平成29年）9月に同委員会により跡地活用の指針となる基本的な考え方を示す「青果市場跡地まちづくり構想」を策定。
2018年（平成30年）1月より事業者の公募を行い、5月までに4事業体の応募があった。応募があったのは①イオンモール株式会社を代表とするグループ、②株式会社イズミを代表とするグループ、③九州旅客鉄道株式会社を代表とするグループ④三井不動産株式会社を代表とするグループの4者で、都市計画、交通計画、景観計画の3つの観点の学術研究者と会計監査専門家、市の財務、農水、住宅都市各部局担当者らでつくる「青果市場跡地活用事業提案評価委員会」（委員長：坂井猛・九州大学大学院人間環境学府教授）による選考の結果、同年7月、このうち④三井不動産を代表とするグループが事業予定者に選ばれると同時に、③九州旅客鉄道を代表とするグループが次順位事業予定者に選ばれたことが発表された。三井不動産を代表とするグループの主な提案内容は「出会いの広場〜そして次の景色へ〜」を事業の基本方針としており、「福岡・九州の魅力向上に資する機能」として九州初となる職業体験施設「キッザニア」、採れたて野菜の加工・調理ができるFarm lab、福岡・九州の食材集積ゾーンである福岡フードマーケットなどの機能を計画していることや、多機能な10の広場（パーク）を設置し、計画敷地面積の40%超にあたる約38,000㎡を広場として利用すること、部活動や地域のお祭りの会場として広場を無償で提供する方針であることなどが高い評価点を得た。用地取得予定価格（提案価格）は190億円。
2020年（令和2年）3月に「福岡広域都市計画」の地区計画として、「青果市場跡地まちづくり構想」と事業者の提案内容を踏まえたうえで、良好な市街地環境の形成を図るため地区施設や歩道、建築物の用途の制限を定める都市計画を決定・発表。地区計画名称は「那珂六丁目地区地区計画」。
2021年（令和3年）7月には開発を推進する三井不動産、九州電力、西日本鉄道の3社連名によるプレスリリースで施設名称が「三井ショッピングパーク　ららぽーと福岡」となることが発表。ららぽーとが開業するのは九州地区において初である。10月には「三井ショッピングパーク　ららぽーと福岡」の開業時期が2022年4月であることを発表。併せて、テナントとして「西鉄ストア」が手がける「レガネット DAILY ENTERTAINMENT SQUARE」や、旧青果市場の仲卸が運営する「MARKET 351」などを核として約20の食料品店が集う「フードマルシェ」や「TOHOシネマズ」が入居することを発表。また3,000人を超えるを見込んでいることも発表された。
なお、旧東部市場跡地については事業提案公募により2016年（平成28年）7月に公募要綱を公表、10月に事業者が大和リース株式会社に決定し、2018年11月30日に商業施設・医療モール等を含む複合施設「ブランチ（BRANCH） 福岡下原」として開業した 。同社によるブランチブランドの商業施設としては当地の後にも旧横浜南部市場が民営化により一部用地転換した区域にブランチ横浜南部市場を2019年9月に開業している。
旧西部市場跡地については、事業提案公募により2017年（平成29年）1月から3月までのあいだに応募があった2件のうち、6月に社会医療法人財団白十字会　白十字病院を事業者に決定、同じ西区石丸町内にあった病院を新築移転する形で2021年4月に同名の医療施設が開業した。